# Wild Orchids
Wild Orchids és una pel·lícula dramàtica muda estatunidenca de 1929 de Metro-Goldwyn-Mayer dirigida per Sidney Franklin i protagonitzada per Greta Garbo, Lewis Stone i Nils Asther. Només aquestes tres estrelles van rebre el crèdit del repartiment. La trama és molt semblant a la pel·lícula sonora posterior de Garbo The Painted Veil (1934).

## Argument

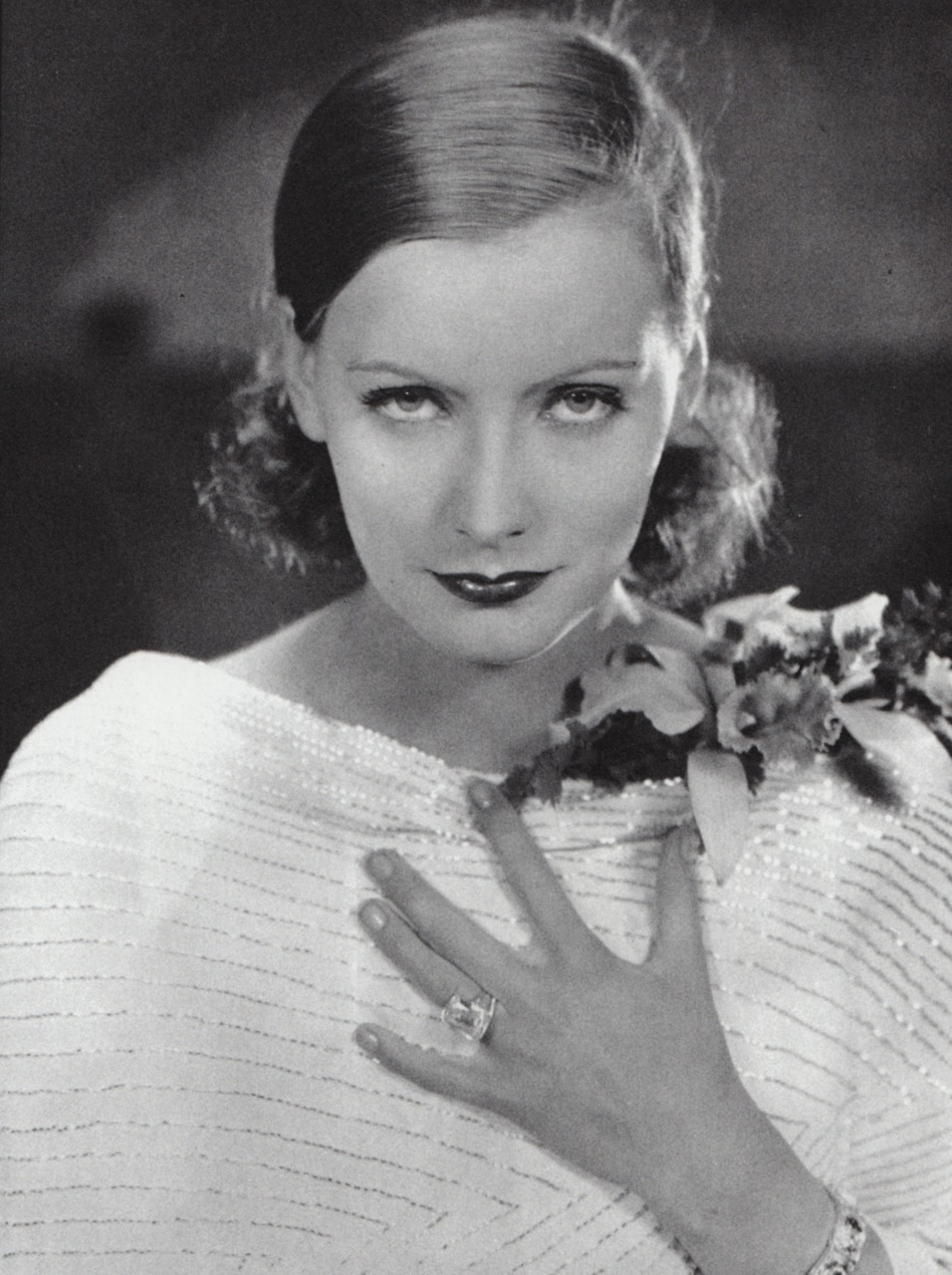
Greta Garbo a Wild Orchids

John Sterling (Lewis Stone) porta la seva jove dona Lillie (Greta Garbo) a Java on té previst invertir en plantacions de te. Més enllà de la diferència d'anys entre tots dos, és negligent, cosa que crea reaccions de frustració per part de la seva jove dona romàntica.
A bord d'un vaixell, la Lillie és testimoni d'una escena de crueltat: un passatger colpeja un dels seus servents. L'home violent es deixa atrapar immediatament per la bellesa d'aquesta misteriosa dona i s'esforçarà tots per conèixer-la. Per tant, contacta amb el marit, a qui atrau amb el seu profund coneixement del mercat del te javanès. John presenta el seu nou amic, el jove i guapo príncep de Gace (Nils Asther) a la seva dona, que immediatament reconeix l'home violent. Múltiples situacions ofereixen al príncep l'oportunitat d'apropar-se a Lillie, que el menysprea. Aleshores fa servir la força per besar-la: la Lillie intenta parlar amb el seu marit, en va.
A Java, la parella és acollida pel príncep, a la seva immensa finca. Lillie evita quedar-se sola amb el príncep; fins i tot desitja unir-se al seu marit en les seves investigacions professionals, cosa que ell rebutja. Finalment, la Lillie i el príncep estan sols unes hores, i intensifiquen els seus esforços. Ell torna a imposar-se a ella, i ella finalment cedeix i li retorna el petó.
John torna per sorprendre el petó a les ombres xineses, plantejant la pregunta de si la dona que abraça a De Gace és la seva dona. La seva sospita confirmada per un collaret fora de lloc, els homes van a caçar un tigre. El príncep està ferit. John decideix tornar als Estats Units sol, però la seva dona li reafirma el seu amor per ell.

## Repartiment
- Greta Garbo com a Lillie Sterling
- Lewis Stone com a John Sterling
- Nils Asther com el príncep De Gace
- Dick Sutherland (sense acreditar)

## Producció
La producció va tenir lloc entre octubre i novembre de 1928 als estudis Metro-Goldwyn-Mayer de Culver City, Califòrnia (EUA). Durant la producció, Garbo va passar un dia filmant un cameo per a la pel·lícula de James Cruze A Man's Man. Les fotografies de la producció van ser realitzades per James Manatt i els retrats de la producció van ser fets per Ruth Harriet Louise l'octubre de 1928.
Sovint apareix com una pel·lícula "muda", però no ho és. Es va estrenar com una pel·lícula sonora no parlant, amb una partitura orquestral completa i efectes de so, retinguts tant en VHS com en DVD. El diàleg es transmetia a través de targetes de títol, segons la convenció estàndard del cinema mut.

## Recepció

### Resposta crítica
La pel·lícula va rebre 2,5 estrelles a All Movie Guide.
The New York Times la va anomenar "una imatge agradablement imaginativa d'una contribució especial a la pantalla de la ploma de John Colton", elogiant les actuacions dels actors:
| « | "L'actuació de la senyoreta Garbo és oportuna i, com de costum, efectiva. No és un paper fàcil, però aconsegueix donar-li una mica de subtilesa. Nils Asther és capital com el príncep, un individu persistent que sembla tristament mancat de precaució. Lewis Stone, que és el dolent de The Trial of Mary Dugan, fa esplèndida com a marit una mica miope d'aquesta pel·lícula muda". | » |

### Taquilla
La pel·lícula va obtenir ingressos d'1.165.000 dòlars (622.000 dòlars als EUA i 543.000 dòlars a l'estranger), davant d'un pressupost de 322.000 dòlars. Va ser una de les pel·lícules més taquilleras de 1929. Va generar a MGM un benefici de 380.000 dòlars.

## Mitjans domèstics
TCM va llançar una versió en DVD a la seva Vault Collection - The Warner Archive Collection, l'1 de juliol de 2009. L'1 de setembre de 1988 es va publicar una versió VHS (NTSC). Existeix una edició Laserdisc en un plató que conté també Love de Garbo, Torrent i el segment supervivent de The Divine Woman.